# L'Implacable
Pour l’article homonyme, voir L'Implacable (film, 1951).
L'Implacable (The Destroyer) est une série de romans créée par Richard Sapir et Warren Murphy en 1971 traduit en français par France-Marie Watkins et Brigitte Sallebert.

## Histoire
Remo Williams est un jeune policier de Newark envoyé sur la chaise électrique pour le meurtre d'un dealer qu'il n'a pas commis. Mais tout cela n'était qu'une mise en scène destinée à faire passer Remo pour mort aux yeux de tous. À son réveil, le docteur Harold W. Smith lui explique qu'il dirige une organisation gouvernementale ultra-secrète appelée CURE. Créée à l'initiative d'un jeune président assassiné, CURE œuvre dans un seul but : protéger la Constitution, mise en péril par le Crime organisé qui exploite à mauvais escient les droits qu'elle garantit. 
Dans sa lutte, CURE disposait à l'origine de toutes les moyens légaux et illégaux (corruption, chantage, etc.) à l'exception du meurtre. L'échec de son action fit lever cette dernière restriction. Harold W. Smith offre donc à Remo ce choix : servir son pays en travaillant pour CURE ou bien mourir. Remo se laisse recruter afin de devenir le bras armé de CURE chargé des assassinats.
Il est formé par un vieil oriental nommé Chiun. Ce dernier est le Maître de Sinanju, petit village de pêcheurs de Corée du Nord. Depuis des millénaires, chaque Maître régnant doit subvenir aux besoins de Sinanju en louant ses services - contre rétribution en or quasi exclusivement - en tant qu'assassin et agit dans l'ombre de grands événements de l'Histoire mondiale. Chiun soumet alors Remo à un régime strict et lui enseigne son art mortel, source solaire dont dérivent tous les arts martiaux. 
Au fur et à mesure de leurs aventures, Remo poursuit son apprentissage et devient un surhomme capable de réaliser des prouesses. Des liens d'affection se nouent avec son vieil instructeur, qui pour sa part pense bien avoir trouvé son futur successeur.

## Commentaire
L'Implacable a débuté comme une banale série policière, mais, dès le troisième tome, les histoires se tournent assez rapidement vers le fantastique, l'espionnage et la science-fiction, le tout agrémenté d'une féroce satire politique et sociale. Le personnage haut en couleur de Chiun dans les livres est l'instrument principal de cette satire. Raciste, puéril, boudeur, accro aux soaps, il porte un regard en complet décalage sur une Amérique folle et décadente. Quant à Remo, patriote quelque peu sommaire, ses arguments ne tiennent guère face à la sagesse millénaire orientale.
Il découle de cette opposition, des dialogues et des disputes savoureux.

## Les romans
1. Implacablement vôtre (Created, The Destroyer) (paru initialement sous le titre Le Guerroyeur dans la collection Série noire no 1515 en 1972)
2. Savoir c'est mourir (Death Check)
3. Puzzle chinois (Chinese Puzzle)
4. L'Héroïne de la Mafia (Mafia Fix)
5. Docteur Séisme (Dr. Quake)
6. Conditionné à mort (Death Therapy)
7. Rumba chez les routiers (Union Bust)
8. Conférence de la mort (Summit Chase)
9. Les Fous de la justice (Murder's Shield)
10. Le Typhon du tiers monde (Terror Squad)
11. Marche ou crève (Kill Or CURE)
12. Safari humain (Slave Safari)
13. Rock 'n' drogue (Acid Rock)
14. Jeune cadre dynamite (Judgment Day)
15. Crimes cliniques (Murder Ward)
16. Pour quelques barils de plus (Oil Slick)
17. Totem atomique (Last War Dance)
18. Biftons bidons (Funny Money)
19. Divine béatitude (Holy Terror)
20. Fatale finale (Assassin's Play-Off)
21. Mauvaises graines (Deadly Seeds)
22. Cervelle trafic (Brain Drain)
23. Comptine cruelle (Child's Play)
24. Cœurs de pierre (King's Curse)
25. Rêve mécanique (Sweet Dreams)
26. Bloody Bortsch (In Enemy Hands)
27. Dernier holocauste (The Last Temple)
28. Croisière de la mort (Ship Of Death)
29. Culte sanglant (The Final Death)
30. Colère noire (Mugger Blood)
31. Secours mortel (The Head Men)
32. Chromosomes cannibales (Killer Chromosomes)
33. Vaudou machine (Voodoo Die)
34. Rage blanche (Chained Reaction)
35. Tovaritch cow-boy (Last Call)
36. Porno-dollars (Power Play)
37. Peur jaune (Bottom Line)
38. Mafia-City (Bay City Blast)
39. Kidnapping à la Maison-Blanche (Missing Link)
40. Jeux dangereux (Dangerous Games)
41. Torches vivantes (Firing Line)
42. Douce énergie (Timber Line)
43. Noir linceul (Midnight Man)
44. Bye Bye l'espion (Balance Of Power)
45. Sainte Apocalypse (Spoils Of War)
46. Bain de sang (Next Of Kin)
47. Menace cosmique (Dying Space)
48. Pétro-massacre (Profit Motive)
49. Plus jamais (Skin Deep)
50. Toxico-jouvence (Killing Time)
51. Fureur aveugle (Shock Value)
52. L'Or des maudits (Fool's Gold)
53. Mortel sacrilège (Time Trial)
54. Citizen came (Last Drop)
55. Alerte rouge (Master's Challenge)
56. Visite spatiale (Encounter Group)
57. Cadeau mortel (Date With Death)
58. Ado connection (Total Recall)
59. Jeu de vilain (The Arms Of Kali)
60. Trans-mort airlines (The End of the Game)
61. Mégamouche (Lords Of The Earth)
62. La Septième Pierre (The Seventh Stone )
63. Terre brûlée (The Sky Is Falling)
64. Le Dernier Alchimiste (The Last Alchemist
65. Les Avocats du diable (Lost Yesterday)
66. Les Assassins du temps (Sue Me)
67. Qui veut la peau de Rabinowitz (Look Into My Eyes)
68. Rage de guerre (An Old-Fashioned War)
69. Les Liens du sang (Blood Ties)
70. La Onzième Heure(The Eleventh Hour)
71. Retour de flammes (Return Engagement)
72. Extermination invisible (Sole Survivor)
73. L'Usurpateur (Line Of Succession)
74. Réveil en enfer (Walking Wounded)
75. Cynique Railway (Rain of Terror)
76. Golfe Pershing (The Final Crusade)
77. Règlement de comptes et cash à l'eau (Coin of the Realm)
78. Soviet blue-djinn (Blue Smoke And Mirrors)
79. Silence, on tue ! (Shooting Schedule)
80. Implacablement mort (Death Sentence)
81. Amérique à vendre (Hostile Takeover)
82. Aztèque tartare (Survival Course)
83. Casse-tête mongol (Skull Duggery)
84. Péril vert (Ground Zero)
85. Kali, l'implacable épouse (Blood Lust)
86. Les Porcs de l'angoisse (Arabian Nightmare)
87. Morts au programme (Mob Psychology)
88. Sang pour sang (The Ultimate Death)
89. L'Outsider (Dark Horse)
90. Djinn-tonic et VodKGB (Ghost In The Machine)
91. La Souris qui mugissait (Cold Warrior)
92. Le Réveil du dragon (The Last Dragon)
93. Audimat à mort (Terminal Transmission)
94. Comme des mouches (Feeding Frenzy)
95. Hallali Lama (High Priestess)
96. Logiciel d'enfer (Infernal Revenue)
97. Mourir au nom du fisc (Identity Crisis)
98. Mortel remake (Target Of Opportunity)
99. Le Laser de la peur (The Color Of Fear)
100. Le Dernier Fils du soleil (Last Rites)
101. Le Nerf de la guerre (Bidding War)
102. La Déesse cannibale (Unite And Conquer)
103. Le Samouraï du rail (Engines Of Destruction)
104. Jihad vitam aeternam (Angry White Mailmen)
105. OVNI soit qui mal y pense (Scorched Earth)
106. L'Arctique de la mort (White Water)
107. Les Ailes de la vengeance (Feast or Famine)
108. Jurassic traque (Bamboo Dragon)
109. Guerre et patch (American Obsession)
110. Implant d'enfer (Never Say Die)
111. Oracle, ô désespoir (Prophet Of Doom)
112. Ravage de cerveaux (Brain Storm)
113. Coup de führer (The Empire Dreams)
114. Le Butin de Siegfried (Failing Marks)
115. La Mort en héritage (Misfortune Teller)
116. Apocalypse nabot (The Final Reel)
117. Génétiquement tueurs (Deadly Genes)
118. Haute tension (Killer Watts)
119. Hécatombe pour un Oscar (Fade To Black)
120. Trou noir (The Last Monarch)
121. La Cité des gangs (A Pound of Prevention)
122. Homicides.com (Syndication Rites)
123. Sea Sex and Guns (Disloyal Opposition)
124. Touchez pas aux grizzlis (By Eminent Domain)
125. Retour en force (The Wrong Stuff)
126. Destruction massive (Air Raid)
127. Trafics à Miami (Market Force)
128. La Fin du commencement (The End of the Beginning)
129. titre inconnu (Father to Son)
130. titre inconnu (Waste Not, Want Not)
131. titre inconnu (Unnatural Selection)
132. titre inconnu (Wolf's Bane)
133. titre inconnu (Troubled Waters)
134. titre inconnu (Bloody Tourists)
135. titre inconnu (Political Pressure)
136. titre inconnu (Unpopular Science)
137. titre inconnu (Industrial Evolution)
138. titre inconnu (No Contest)
139. titre inconnu (Dream Thing)
140. titre inconnu (Dark Ages)
141. titre inconnu (Meat Off The Bone)

## Adaptations

### Au cinéma
- L'Implacable a été porté sur grand écran par Guy Hamilton en 1985 sous le titre Remo sans arme et dangereux (Remo Williams: The Adventure Begins) avec Fred Ward dans le rôle de Remo et Joel Grey dans celui de Chiun.

### En bande dessinée
- L'Implacable est adapté en bandes dessinées, d'abord en 1989, puis en 1991, chez l'éditeur américain Marvel.